# Dorotheenstraße 2 (Magdeburg)

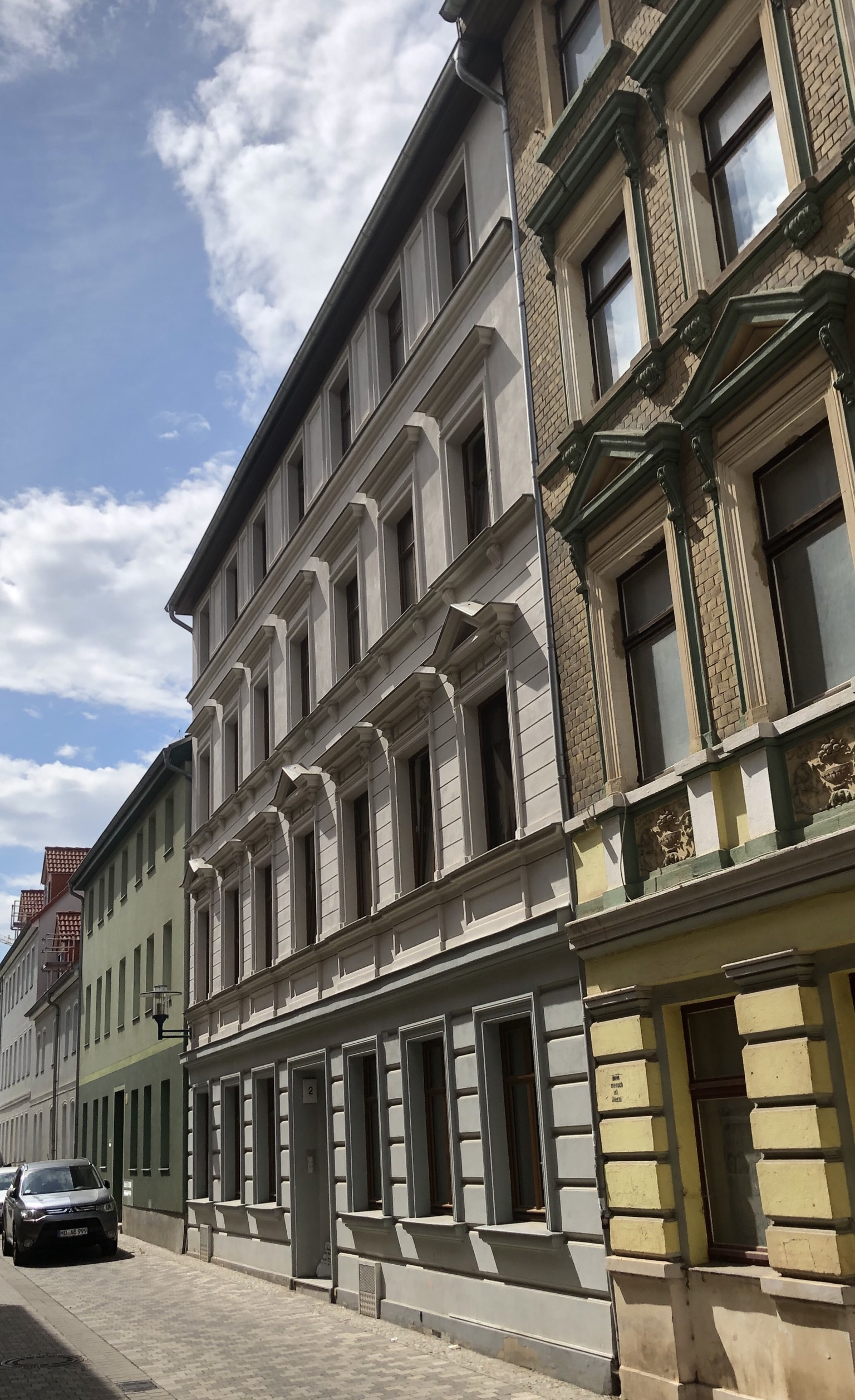
Wohnhaus Dorotheenstraße 2

Das Gebäude Dorotheenstraße 2 ist ein denkmalgeschütztes Wohnhaus in Magdeburg in Sachsen-Anhalt.

## Lage
Es befindet sich auf der Nordseite der Dorotheenstraße im Magdeburger Stadtteil Buckau. Östlich grenzt das gleichfalls denkmalgeschützte Haus Dorotheenstraße 1 an.

## Architektur und Geschichte
Der viergeschossige verputzte Bau entstand etwa im Jahr 1880 in der schmalen und ursprünglich lichtarmen Straßenzeile. Errichtet wurde es von F. Oelze für C. W. Schindler. Die siebenachsige Fassade ist im Stil der Neorenaissance gestaltet und mit Bandrustika versehen. Am ersten und zweiten Obergeschoss befinden sich Dreiecksgiebel bzw. Kragplatten als Fensterverdachungen oberhalb der Fensteröffnungen. Die Gestaltung der Fassade hat antikisierende Elemente gilt als typisch für die Bauzeit.
Im örtlichen Denkmalverzeichnis ist das Wohnhaus unter der Erfassungsnummer 094 82599 als Baudenkmal verzeichnet.
Das Gebäude ist als Teil der erhaltenen gründerzeitlichen Straßenzeile prägend für das Straßenbild und gilt als Beispiel für die Wohnverhältnisse der Bauzeit im Industrieort Buckau.